# 맥스 베어

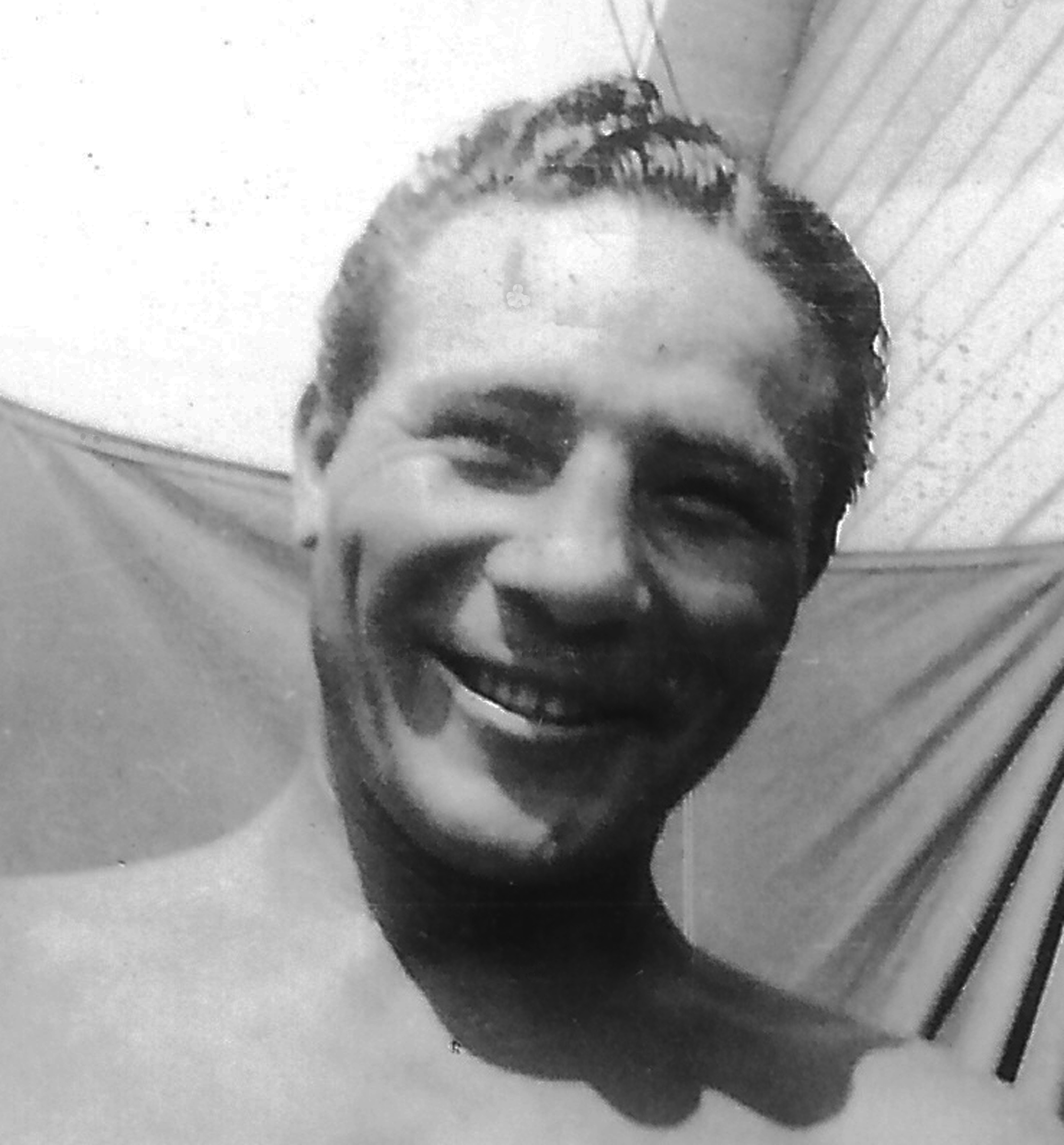

맥스 베어(Maximillian Adalbert Baer, 1909년 2월 11일 ~ 1959년 11월 21일)는 미국의 배우, 권투 선수, 영화배우이다.
오마하에서 태어났으며 할리우드에서 사망하였다. 사인은 심근 경색이다.

## 영화
- 하더 데이 폴 (1956년)
- 라이딩 하이 (1950년)
- 다이아몬드 쟁탈전 (1949년)
- 더 프라이즈파이터 앤 더 레이디 (1933년)